# Heiner Klemp

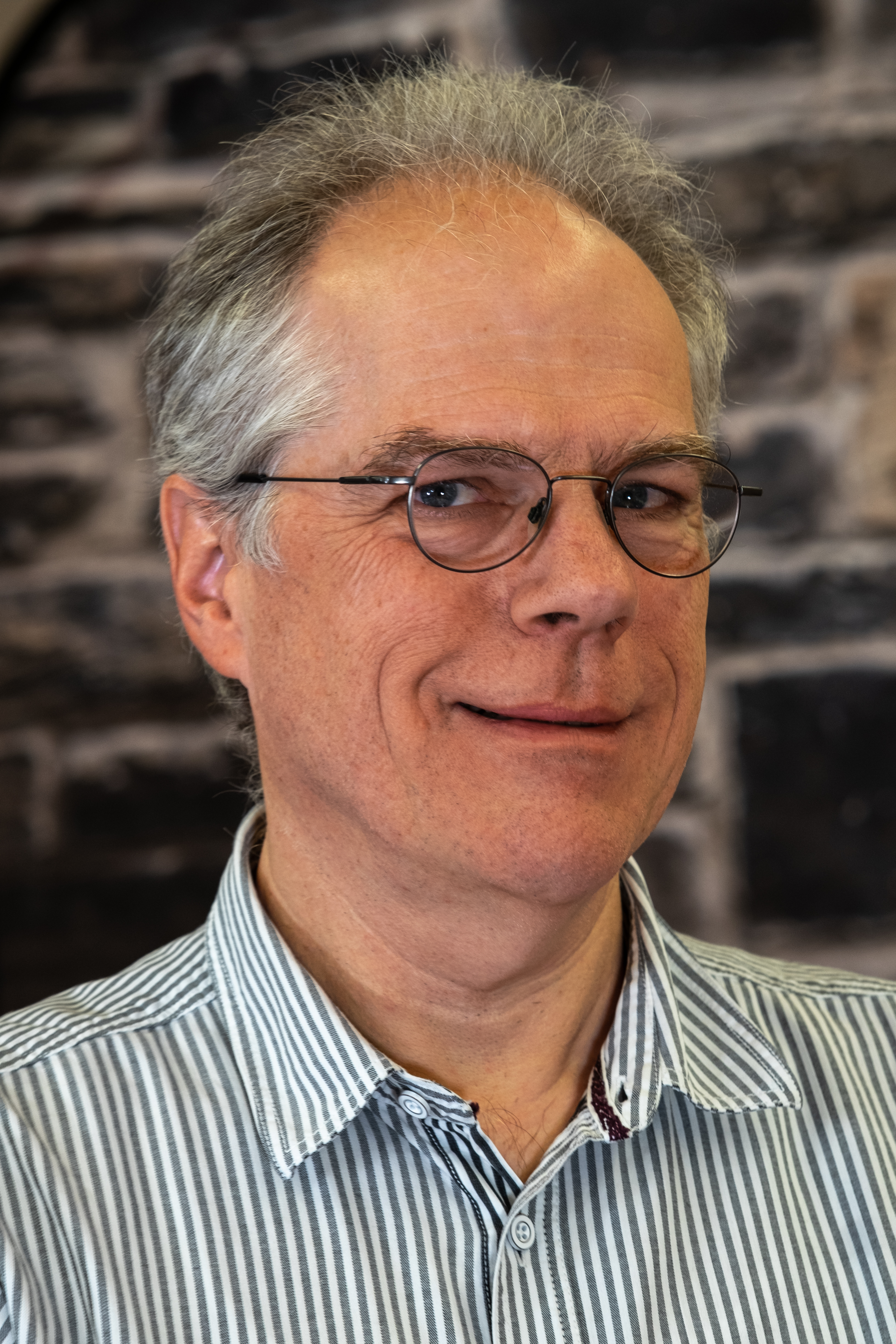
Heiner Klemp, 2020

Heiner Christian Klemp (* 9. Mai 1963 in West-Berlin) ist ein deutscher Politiker der Partei Bündnis 90/Die Grünen. Von 2019 bis 2024 war er Abgeordneter des Landtages Brandenburg.

## Werdegang
Im Jahr 1989 schloss Klemp sein Studium an der Technischen Universität Berlin als Diplom-Informatiker ab. Er war unter anderem als Software-Entwickler, Projektleiter und Management-Berater tätig.

## Politik
Klemp ist seit 1996 Mitglied der Partei Bündnis 90/Die Grünen. 1998 wurde er zum ersten Mal in die Gemeindevertretung der damals noch eigenständigen Gemeinde Lehnitz gewählt. Nach der Eingemeindung des Ortes gehörte er von 2003 bis 2019 der Stadtverordnetenversammlung von Oranienburg an, ab 2006 als Vorsitzender der Fraktion Bündnis 90/Die Grünen.
2017 trat er als Kandidat von Bündnis 90/Die Grünen bei der Bürgermeisterwahl in Oranienburg gegen sieben weitere Kandidaten und Kandidatinnen an. Er erhielt 8,4 Prozent der Stimmen im ersten Wahlgang und verpasste damit den Einzug in die Stichwahl.
Seit Mai 2019 gehört Klemp dem Kreistag des Landkreises Oberhavel an.
Über den achten Listenplatz von Bündnis 90/Die Grünen Brandenburg wurde Klemp bei der Landtagswahl in Brandenburg 2019 in den Landtag Brandenburg gewählt. In der Fraktion von Bündnis 90/Die Grünen war er Sprecher für Wirtschaft, Kommunales und Europa. Im Landtag Brandenburg gehörte er dem Ausschuss für Inneres und Kommunales, dem Ausschuss für Wirtschaft, Arbeit und Energie sowie dem Ausschuss für Europaangelegenheiten und Entwicklungspolitik an. Bei der Landtagswahl 2024 zogen die Grünen nicht mehr in den Landtag ein; Klemp schied somit aus dem Landtag aus.
Seit 2021 vertrat Heiner Klemp den Landtag Brandenburg im Kongress der Gemeinden und Regionen des Europarates. Dort gehört er dem Monitoring-Ausschuss an.

## Privates
Klemp lebt seit 1994 im Oranienburger Ortsteil Lehnitz, ist verheiratet und hat zwei erwachsene Kinder. Ehrenamtlich engagiert ist er unter anderem als Vorstandssprecher des Vereins „Grün-Bürgerbewegte Kommunalpolitik e. V.“ sowie im Verein „Willkommen in Oranienburg e. V.“ (Gründungsmitglied).